# Skovby Møbelfabrik
Skovby Møbelfabrik A/S er en dansk møbelproducent med hovedkvarter i Galten. Virksomheden producerer borde, stole og skænke på tre lokaliteter ved Galten. I 2023 havde de ca. 180 ansatte. Skovby Møbelfabrik ejes af Preben og Jørgen Rasmussen. Skovby Møbelfabrik blev grundlagt i 1933 af møbelsnedker Thorvald Rasmussen. Virksomheden er siden hen videreført af sønnen Villy Rasmussen og sønnesønnerne Preben og Jørgen Rasmussen.